# Гран-Морен
Ґран-Морен (фр. Grand Morin), іноді просто Морен, — річка у Франції, що протікає в регіонах Гранд-Ест та Іль-де-Франс. Починається в муніципалітеті Лаші і переважно протікає у західному напрямку. Приблизно за 118 км річка зливається з Марною як ліва притока в Конде-Сент-Ліб'єр . На своєму шляху перетинає департаменти Марна і Сена та Марна.
У зоні естуарію, від Сен-Жермен-сюр-Морен, річка супроводжується каналом Гран-Морен, що впадає в канал Мо — Шаліфер біля Есблі. Однак ці канали більше не використовуються для судноплавства.

## Населені пункти біля річки
- Лаші
- Сезанн
- Естерне
- Ла Ферте-Гоше
- Куломм'є
- Кресі-ла-Шапель
- Монтрі
- Конде-Сент-Ліб'єр